# Церковь Покрова Богородицы (Астрадамовка)
Церковь Покрова Пресвятой Богородицы — бывшая приходская церковь в селе Астрадамовка Ульяновской области, Симбирской епархии Симбирской митрополии Русской православной церкви. С 2013 года — памятник градостроительства и архитектуры РФ.

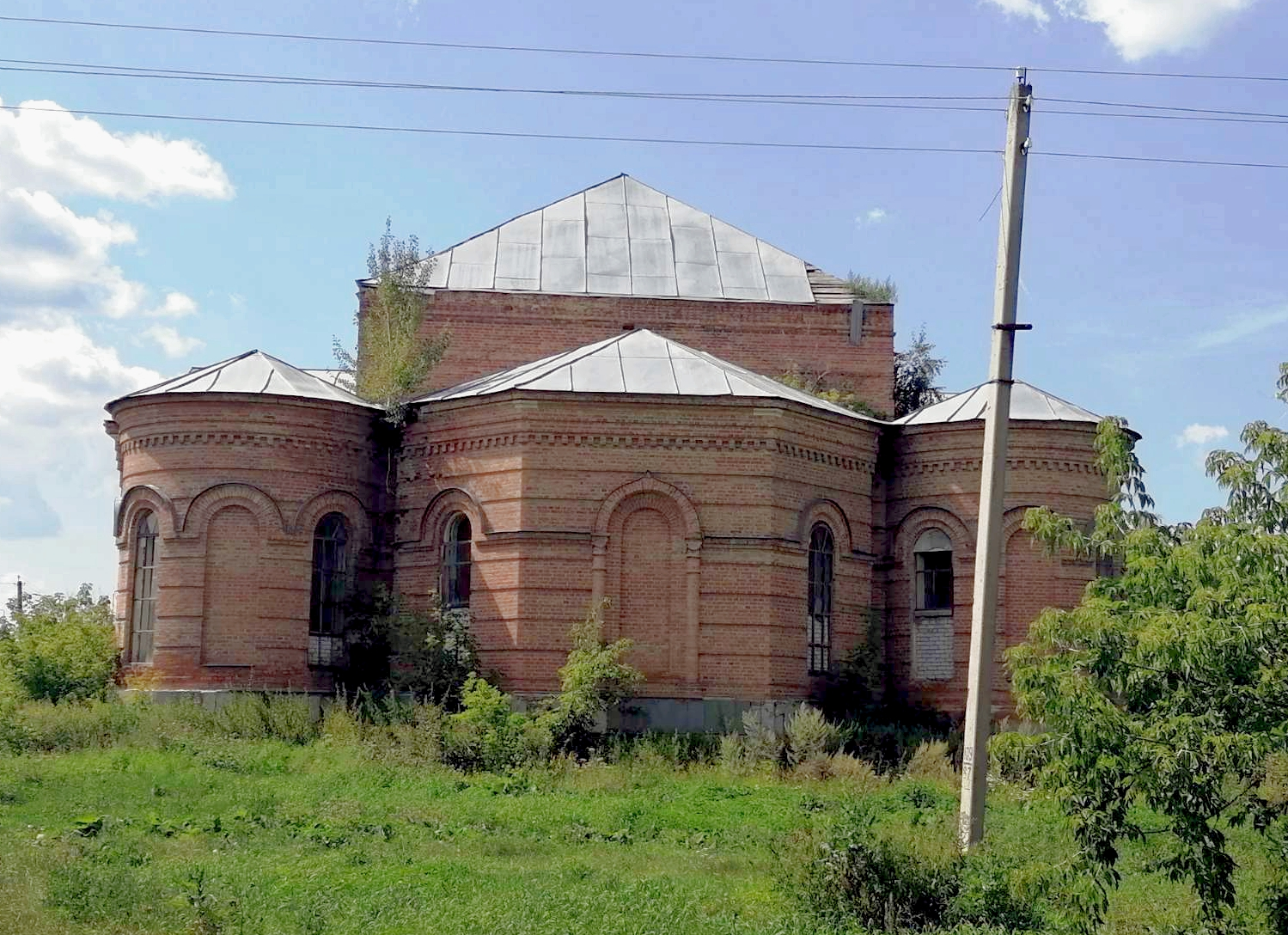
Церковь Покрова Богородицы (алтарная часть).

## История
Каменный храм построен прихожанами в 1867 году. Престолов в нём два: главный — во имя Живоначальные Троицы и придельный — в честь Покрова Пресвятые Богородицы. Недалеко от храма, на площади, была деревянная часовня.
В советское время храм закрыли, колокольню разобрали и использовали под дом культуры.
Постановлением Правительства Ульяновской области «О включении выявленных объектов культурного наследия в единый государственный реестр объектов культурного наследия (памятников истории и культуры) народов Российской Федерации» № 386-П от 26.08.2013 года церковь признана памятником градостроительства и архитектуры.

## Описание
Церковь расположена в центре села рядом с базарной площадью. Церковь состояла из двух частей: более старой колокольни и позднейшего храма с трапезным завершением. Утрачено пятиглавие четверика и декоративные кокошники над фасадом. С севера сделана кирпичная пристройка и крыльцо. Колокольня разобрана в 1970-х годах, виден лишь след её примыкания.

## Духовенство
- священник Троицкой церкви Евмений Павлович Цветков (на 1845, отец И. Е. Цветкова);